# Januari
För andra betydelser, se Januari (olika betydelser).
Januari är årets första månad i den gregorianska kalendern och har 31 dagar. Den innehåller årets 1:a till 31:a dag. Namnet kommer från lat. Januãrius, "helgad åt Janus".  
I Sverige kallades januari förr för torsmånad (se gammelnordiska kalendern), i Danmark för glugmåned. Torsmånad är en förvrängning av torremånad. Namnets ursprung är oklart, se dock Torre och Goe för en möjlig mytologisk förklaring. Det kan även ha sitt ursprung i adjektivet toor, det vill säga den torra vintermånaden. I Sydsverige och Danmark är namnet istället förknippat med månaden mars och guden Tor. 
Tillsammans med februari är det årets kallaste månad. Under 1961–1990 varierade medeltemperaturen för januari månad i Sverige från -16° (Kiruna) och 0° (Skånes sydkust). Mellan juli och januari månad inträffar de största skillnaderna i dygnsmedeltemperatur med 30,8° (Jokkmokk) och 30,7° (Vittangi). Medelnederbörden är 160 mm (där Stora och Lilla luleälven bildas, nordvästra Lappland) och 20 millimeter på ett flertal platser (Lapplands skogsland, Stockholmsregionen, med flera)

## Händelser i Januari

### Högtider
- Nyårsdagen den 1 januari.[2]
- Public Domain Day den 1 januari.[3]
- Trettondedag jul den 6 januari[4]
- Tjugondag Knut den 13 januari[5]
- Martin Luther King Day i USA den tredje måndagen i januari.[6]
- H.M. Konungens namnsdag den 28 januari, vilket är en allmän flaggdag.[7]

### Politik
- Fram till 1996 brukade budgetpropositionen till Sveriges riksdag presenteras omkring den 10 januari. Sedan dess presenteras den i september/oktober.
- Sedan 1937 brukar USA:s nyvalda presidenter tillträda sitt ämbete den 20 januari året efter valåret. Ursprungligen brukade detta ske den 4 mars året efter valåret.[8]
- Förintelsens minnesdag den 27 januari[9]

### Sport

#### Handboll
- VM för herrar (udda år) och EM för herrar (jämna år) avgörs normalt i januari.

#### Ishockey
- Europeiska klubbmästerskapet i ishockey spelas.

## Samband
- Januari börjar alltid på samma veckodag som oktober, om det inte är skottår. Om det är skottår börjar januari på samma veckodag som april och juli.